# Августа Гессен-Кассельська (1797—1889)
Авгу́ста Вільгельмі́на Луї́за Ге́ссен-Ка́ссельська (нім. Auguste Wilhelmine Luise von Hessen-Kassel, 25 липня 1797 — 6 квітня 1889) — принцеса Гессен-Кассельська з Гессенського дому, донька принца Гессен-Кассельського Фрідріха та принцеси Нассау-Узінгенської Кароліни, дружина британського принца Адольфа Фредеріка, який носив титул герцога Кембриджського. Бабуся королеви-консорта Великої Британії Марії Текської.
У 1828 році на її честь назвали селище Аугустендорф у королівстві Ганновер. Наразі є районом муніципалітету Гнарренбург у Нижній Саксонії.

## Біографія

### Ранні роки
Народилась 25 липня 1797 року у Румпенгаймському замку поблизу Оффенбасі-на-Майні. Була восьмою дитиною та третьою донькою в родині принца Гессен-Кассельського Фрідріха та його дружини Кароліни Нассау-Узінгенської. Мала старших сестер Луїзу та Марію й братів Вільгельма, Карла Фрідріха, Фрідріха Вільгельма, Людвіга Карла та Георга Карла.
Батько доводився молодшим братом правлячому ландграфу Гессен-Касселю Вільгельму IX і не був суверенним правителем. Літньою резиденцією родини слугував Румпенгаймський замок і за його назвою Фрідріха інколи називали ландграфом Гессен-Румпенгаймським. Певний час він перебував на службі у голандському війську, але до народження Августи вже залишив чинну службу. Зиму сімейство проводило у Франкфурті-на-Майні.
Августа цікавилася політикою та театром, полюбляла музику і мала гарне сопрано. Її освіта була консервативною. Дівчину вирізняли гідні та суворі манери, разом з тим, мала почуття гумору. Про неї відгукувались як про завжди пунктуальну, добру та люб'язну з оточуючими людину та хазяйновиту господиню, що вела впорядковане домашнє господарство.
Британський принц Вільям, який носив титул герцога Кларенса, попросив меншого брата Адольфа Фредеріка познайомитися з принцесою, як його потенційною нареченою. Відгуки про дівчину були такими схвальними, що Вільям запропонував братові самому посвататися до неї.

### Шлюбне життя

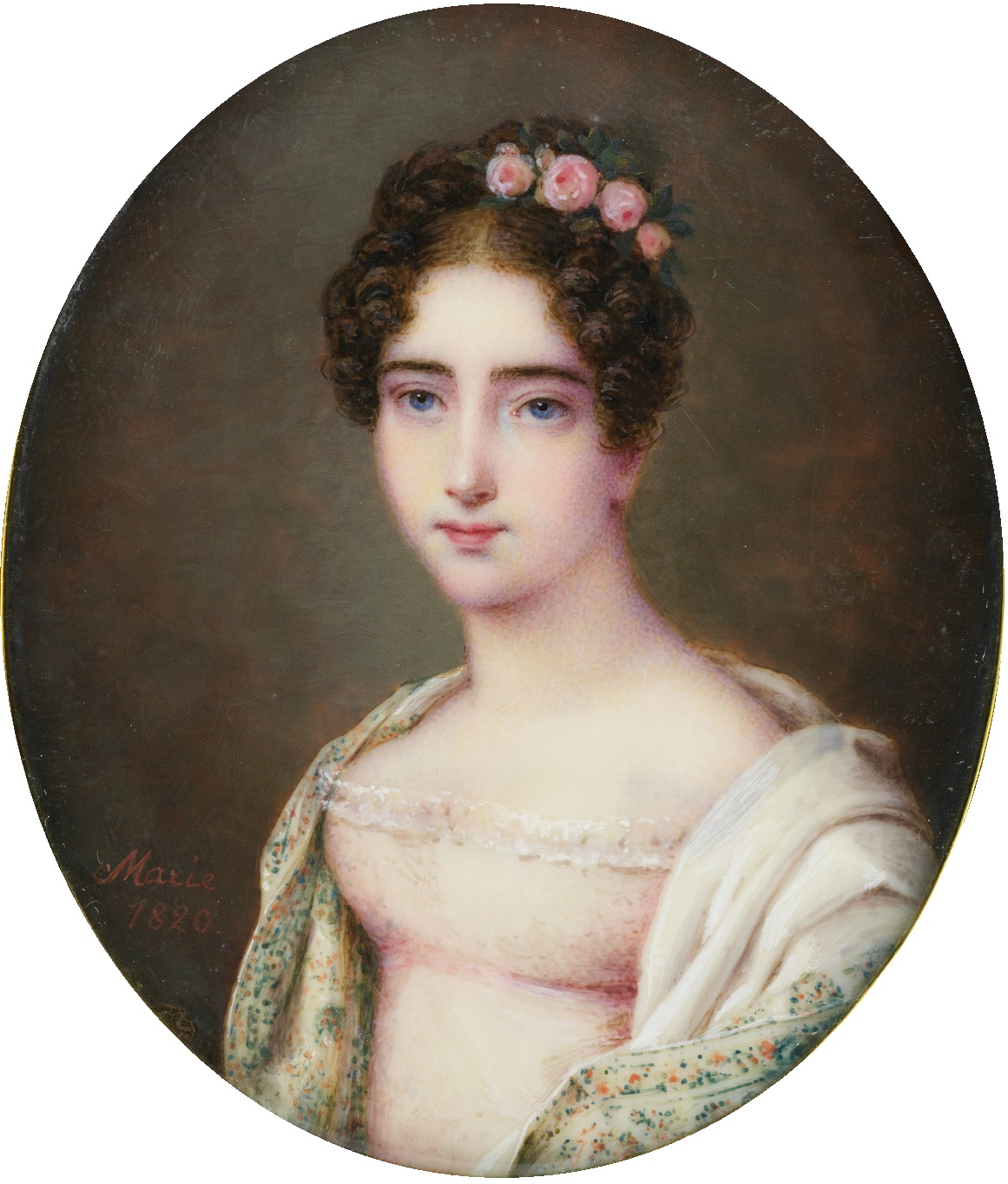
Мініатюрний портрет Августи пензля її сестри Марії

У 20-річному віці Августа вийшла заміж за 44-річного принца Адольфа Фредеріка, який носив титул герцога Кембриджського. Шлюбні церемонії пройшли 7 травня 1818 року у Касселі та 1 червня 1818 року в Букінгемському палаці в Лондоні. Наречений обіймав посаду віцекороля Ганноверу, і до 1837 року подружжя мешкало там. У пари з'явилося троє дітей. Після коронації королеви Вікторії сімейство повернулося до Великої Британії. До 1850 року резиденцією був Кембридж-Гаус у Лондоні. Також мешкали в палаці К'ю та, згодом, у палаці святого Якова.
Августа часто відвідувала засідання Палати лордів і ніколи не пропускала читання щоденної газети. Вона не любила принца-консорта Альберта. Тому, в свою чергу, не подобався вплив Кембриджів на принца Уельського. Була дуже задоволена весіллям принца Уельського з Олександрою Данською, оскільки дівчина доводилась їй внучатою племінницею.
Адольф Фредерік пішов з життя в липні 1850 року. Августа пережила його на кілька десятиліть. Продовжувала відвідувати щорічні сімейні зустрічі у Румпенгаймському замку.
Померла 6 квітня 1889 року, ставши найстарішою невісткою короля Георга III. Смерть була такою раптовою, що жоден з її дітей не був присутнім. Королева Вікторія, отримавши звістку про її кончину, сказала своєму оточенню: «Це була остання людина, яка могла кликати мене „Вікторія“», пізніше вона записала: «Дуже сумно, хоча не для неї. Але вона остання зі свого покоління, і я більше не маю нікого наді мною». Похорони Августи стали єдиними, окрім поховання принца Леопольда, які королева відвідала протягом життя. Поховали герцогиню 13 квітня у церкві Святої Анни в К'ю. 10 січня 1930 року подружжя Кембріджів перепоховали у каплиці Святого Георгія у Віндзорському замку..

## Родина

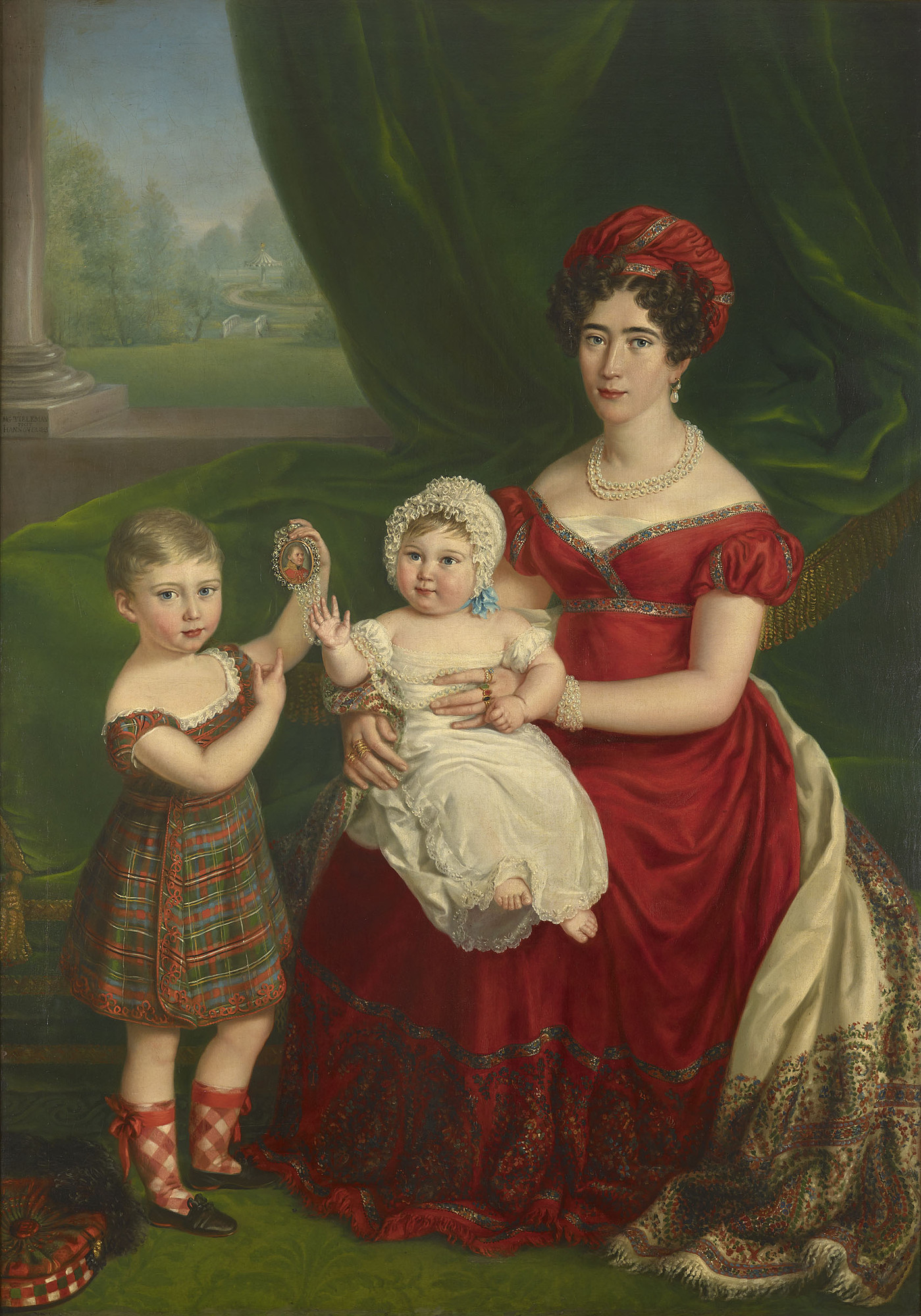
Портрет герцогині Кембриджської зі старшими дітьми, 1823

Чоловік — Адольф Фредерік, герцог Кембриджський, віцекороль Ганноверу
Діти:
- Георг (1819—1904) — фельдмаршал британської армії, був морганатично одружений з акторкою Сарою Фейбразер, мав від неї трьох синів;
- Августа (1822—1916) — дружина великого герцога Мекленбург-Штреліцу Фрідріха Вільгельма II, мала двох синів, з яких вижив лише Адольф Фрідріх;
- Марія Аделаїда (1833—1897) — дружина вюртемберзького шляхтича Франца, який носив титул герцога Текського, мала четверо дітей.

## Нагороди
- Орден Індійської корони (Велика Британія).
- Великий хрест ордену Святої Катерини (Російська імперія) (7 червня 1884).